# Papuascincus
Papuascincus is een geslacht van hagedissen uit de familie skinken (Scincidae).

## Naam en indeling
De wetenschappelijke naam van de groep werd voor het eerst voorgesteld door Allen Allison en Allen Eddy Greer in 1986. De verschillende soorten werden in het verleden tot andere geslachten gerekend, zoals Lygosoma, Emoia en Lobulia.

## Verspreiding en habitat
Er zijn vier soorten die leven in delen van Azië en endemisch voorkomen op Nieuw-Guinea, dat deels tot Indonesië behoort en deels tot Papoea-Nieuw-Guinea. De soort Papuascincus buergersi komt alleen voor op het oostelijke deel van het eiland in Papoea-Nieuw-Guinea.
De hoogteverspreiding verschilt per soort en overlapt soms niet. De soort Papuascincus morokanus bijvoorbeeld komt voor op een hoogte van 900 tot 1800 meter boven zeeniveau, Papuascincus stanleyanus is te vinden op een hoogte van 2000 tot 2800 m boven zeeniveau.

## Beschermingsstatus
Door de internationale natuurbeschermingsorganisatie IUCN is aan drie soorten een beschermingsstatus toegewezen. Twee soorten worden als 'veilig' toegewezen (Least Concern of LC) en de soort Papuascincus phaeodes wordt beschouwd als 'onzeker' (Data Deficient of DD).

## Soorten
Het geslacht omvat de volgende soorten, met de auteur en het verspreidingsgebied.
| Naam                     | Auteur          | Verspreidingsgebied |
| ------------------------ | --------------- | ------------------- |
| Papuascincus buergersi   | Vogt, 1932      | Papoea-Nieuw-Guinea |
| Papuascincus morokanus   | Parker, 1936    | Nieuw-Guinea        |
| Papuascincus phaeodes    | Vogt, 1932      | Nieuw-Guinea        |
| Papuascincus stanleyanus | Boulenger, 1897 | Nieuw-Guinea        |